# Племена и династии Йемена
Племена и династии территории Йемена с древних времён столь многочисленны, что их надо рассматривать в хронологическом порядке появления для лучшего понятия истории Йемена. Каждое племя, династия, как и государство имели свою столицу на территории Йемена, часто называвшуюся центром, твердыней, главным городом племени, династии и т. п.

## Народы, племена, племенные объединения, …
- Маинцы (минеи) — Соперниками сабеев в Южной Аравии были маинцы (минеи). Они вели с сабеями постоянную борьбу и впоследствии были ими вытеснены.
- Адиты -
- Тайи -
- Шаммар (араб. شمر‎) — арабское племя, относящееся к арабскому племенному союзу Бану Тайй' (Бану Тайи). Предки шаммар из племени Бану Тайй' во II веке до н. э. мигрировали из Йемена и заселили север плато Неджда (район гор-близнецов Аджа и Сальма), вытеснив оттуда племена Бану Ассад и Бану Тамим.
- Сабеи — (сабейцы, греч. Σαβαίοι) — название одного из главных народов (ша`бов) в Южной (Счастливой) Аравии, который в древности господствовал в Йемене. В III веке господству сабеев был положен конец химьяритами. Некоторые источники указывают на присутствие сабеев на севере Аравии во времена Ассирийской империи.
- Химьяриты — древний семитский народ в Южной Аравии (современный Йемен). Первые упоминания о химьяритах относятся примерно к II—I до н. э. Плиний Старший помещает племена химьяритов между царством Саба и морем. Речь при этом идёт о племени (точнее говоря вождестве) или небольшом государстве с центром в Зафаре. В I в. до н. э. основали государство Химьяр, просуществовавшее до VI в. н. э., захваченное эфиопами (хабешами).
- Ауситы (араб. بنو أوس‎) — одно из арабских племен в Медине, относящиеся в южно-аравийской ветви (Кахтаниты). Во времена Пророка Мухаммада ауситы, наряду с хазраджитами, составляли часть ансаров. Оба племени в доисламскую эпоху были известны под названием Бэну Кайла (араб. بنو قيلة‎). Ауситы имели общее происхождение с большим южноарабским племенем Бану Азд. Также они состояли в родстве с Гассанидами. Изначально проживали в Йемене. Около 300 года ауситы, совместно с племенем Бану аль-Хазрадж, переселились в Ясриб (Медину).
- Хазраджиты (араб. بنو الخزرج‎) — одно из арабских племен в Медине, относящиеся в южно-аравийской ветви (кахтаниты). Во времена Пророка Мухаммада хазраджиты, наряду с ауситами, составляли часть ансаров. Оба племени в доисламскую эпоху были известны под названием Бану Кайла (араб. بنو قيلة‎). Хазраджиты имели общее происхождение с большим южноарабским племенем Бану Азд. Также они состояли в родстве с Гассанидами. Изначально проживали в Йемене. Около 300 года хазраджиты, совместно с племенем Бану Аус, перекочевали в Ясриб (Медину), где приняли иудаизм, находясь в тесном контакте с проживающими там иудейскими племенами Бану Курайза и Бану Надир.
- Хабеша -
- Асхаб аль-Ухдуд — предположительно йеменские иудеи
- Киндиты

## Религиозные династические кланы, секты влиявшие на Йемен
- Хариджиты -
- Зайдиты (Зейдиты) — (араб. الزيدية‎) — приверженцы одной из умеренных шиитских сект, образовавшихся в VIII в. в Арабском халифате. Основатель — Зейд ибн Али (внук 3-го шиитского имама Хусейна). В Йемене династия обосновалась с 901 года. Составляют значительную часть населения Йемена.
- Сулайхиды -
- Махдиды (Бану-л-Махди) — династия религиозно-политических руководителей средневекового южно-йеменского государства с центром в г. Забид.
- Зимми (араб. ذمي‎, собирательно أهل الذمة‎ ахль аль-зи́мма, буквально «люди договора», тур. zimmi) — собирательное название немусульманского населения (в основном тех, кто исповедовал христианство, иудаизм, зороастризм и проч.) на территории государств, созданных или завоёванных мусульманами и живущих по законам шариата (кроме законов о личном статусе (брак , развод[1]).

## Династии
- Зиядионы (Зияды) или Бэну Зияд -
- Яфуриды (Йуфуриды) или — во внутренних регионах Йемена, в Сане с 847 года доминировала местная династия Йуфир (Banu Yu’fir).[2] Сами Йуфириды утверждали, что их корни идут от химьяритских царей. Вполне вероятно, что впервые западные территории Высокогорья Йемена (по-английски Ямен — Janam) названы Йеменом в честь этой династии.
- ар-Расси — династия имамов Йемена, начиная с первого имама аль-Хади иля-ль-Хакк Яхъя. Название династии произошло от местности, в которой дед первого имама имел своё имущество. Династис IX века.
- Наджахиды — династия амиров средневекового йеменского эмирата со столицей в Забиде (ок. 1022—1158 гг.). Основатель государства, эфиоп ал-Муаййад Насир ад-Дин Наджах, был бывшим рабом (вольноотпущенником) правителя государства Зейдитов.
- Зурайиды — династия Адена
- Хатимиды — династия султанов средневекового йеменского государства со столицей в Сане (1099—1174 гг.).
- Махдиды — династия религиозно-политических руководителей средневекового южно-йеменского государства с центром в г. Забид. Основатель династии Али ибн аль-Махди явился из региона Тихамы. Династия с XII века.
- Тахириды (Бану-Тахир) — династия амиров средневекового йеменского эмирата со столицей в Адене (1454—1517 гг.).
- Бэну Афрар (Afrar) — Известны, как минимум, с конца XV века, когда правили на острове Сокотра. В 1750 году Султанат Махра перешёл под контроль клана Бану Афрар. Шейхи Махры из династии происходят из Бану Афрар.
- Племя Яфа — Племя известно, как минимум с XVII века. Территория Султаната Нижняя Яфа исторически была заселена пятью кланами племени Яфа: Аль-Йахри (اليهري), Ас-Саади (السعدي), Аль-Йазиди (اليزيدي), Аль-Калад и Си Нахед. Около 1681 года во главе этого кланового объединения встал род Аль-Афифи, глава которого принял титул султана.
- аль-Хархара — Шейхи клана Аль-Хархара из племени Яфа главенствовали на территории Верхней Яфы с начала XVIII века.
- Катири — династия с XVIII века
- Куайти — династия с XIX века